# Famille de Gaillard de Bellaffaire (Provence)
La famille Gaillard de Bellaffaire ou Gaillard est une ancienne famille noble originaire du Provence, dont la filiation est suivie entre le XIVe siècle et le XVIIIe siècle.

## Histoire
La famille de Gaillard, originaire du nord de la Provence, est issue de Pierre de Gaillard, père de Gaillard de Gaillard, qui rend hommage de la terre de Bellaffaire au roi Robert, comte de Provence, le 16 décembre 1309,.
Déchargée du droit de franc-fief en 1584, la famille de Gaillard est maintenue noble en 1667.

## Personnalités
- Gaillard II, achète Bellaffaire en 1328.
- Antoine, écuyer, gouverneur de Valernes en 1508.
- Charles, chanoine de Gap en 1579.
- Aubert, seigneur de Bellaffaire, de Bayons et de Gigors, gouverneur de Valernes en 1579.
- Jean, seigneur de Bellaffaire et de Gigors en 1648.
- Albert, seigneur de Bayons, lieutenant-colonel au régiment de Malissy.

## Fiefs
- Seigneurs de Bellaffaire, Bayons et Gigors[3].

## Armes
| Image | Armoiries |
| ----- | --- |
|       | Gaillard de Bellaffaire: - D'azur à trois fasces d'or; au chef cousu de gueules, chargé de trois roses d'argent. |

## Alliances notables
- Dauphiné : de Rousset, de Gérente, de Brézier, de Pontis, de Forbin, de Bonne d'Auriac, de Viennoise, de Virail, Corréard[3] .